# Commission italienne d'armistice
La Commission italienne d'armistice avec la France est la commission chargée de l'application et du contrôle de la convention de l'armistice du 24 juin 1940 entre la France et l'Italie fasciste. Elle siégeait à Turin. 
L'article 23 de la convention stipule : « Une commission italienne d'armistice, dépendant du commandement suprême italien, sera chargée de régler et de contrôler, soit directement, soit au moyen de ses organes, l'exécution de la présente convention. Elle sera également chargée d'harmoniser la présente convention avec celle déjà conclue entre l'Allemagne et la France. ».
Elle a été qualifiée de « résistance silencieuse […] du côté français la présidence, qui a été assurée d’une manière permanente par l'amiral Duplat, a été marquée par sa lutte tenace, souvent victorieuse, contre les ambitions et les revendications fascistes. ».

## Études
- Romain Rainero, La Commission italienne d'armistice avec la France. Les rapports entre la France de Vichy et l'Italie de Mussolini (10 juin 1940-8 septembre 1943), SHAT, 1995